# Ланковое
Ланковое (укр. Ланкове) — село,
Широкоярский сельский совет,
Черниговский район,
Запорожская область,
Украина.
Код КОАТУУ — 2325587904. Население по переписи 2001 года составляло 147 человек.

## Географическое положение
Село Ланковое находится на берегах реки Бегим-Чокрак,
выше по течению на расстоянии в 2 км расположено село Владовка,
ниже по течению на расстоянии в 1 км расположено село Хмельницкое.
Река в этом месте пересыхает, на ней сделана запруда.

## История
- 1820 год — дата основания как село Ландскроне.
- До 1871 года село входило в Молочанский меннонитский округ Бердянского уезда.[2]
- В 1945 году переименовано в хутор Ланковый[3].